# افن‌بیک
افن‌بیک (به هلندی: Offenbeek) یک منطقهٔ مسکونی در هلند است که در Beesel واقع شده‌است. افن‌بیک ۲٫۴۷ کیلومتر مربع مساحت و ۴٫۷۳۰ نفر جمعیت دارد.